# Мишин, Игорь Николаевич
И́горь Никола́евич Ми́шин (род. 30 апреля 1962, Свердловск) — российский предприниматель, медиаменеджер, продюсер и сценарист кино и телевидения.
Генеральный продюсер (2023—2024) и генеральный директор (2021—2022) онлайн-кинотеатра Kion, вице-президент МТС (2019—2022), генеральный директор телеканала ТНТ (2014—2016), кинокомпании «Амедиа» (2006—2007), основатель и генеральный директор телекомпании «Четвёртый канал» (1991—2008). Лауреат премии правительства Российской Федерации 2008 года в области науки и техники и премии «ТЭФИ-Регион — 2002».

## Биография
Родился 30 апреля 1962 года в Свердловске (ныне — Екатеринбург), отец — офицер, участник Великой Отечественной войны. В 1985 году окончил кафедру социологии философского факультета Уральского государственного университета им. А. М. Горького (УрГУ) (заочно), присвоена квалификация — «социолог». С августа 2004 года проживает в Москве.

## Профессиональная деятельность
В 1979 году начал трудовую деятельность на Уральском электромеханическом заводе (УЭМЗ), прошёл путь от подсобного рабочего до контролёра ОТК литейных работ.
В 1983 году перешёл на работу в Кировский районный комитет ВЛКСМ города Свердловска, где трудился до 1987 года.
С 1989 года занимался предпринимательской деятельностью, которую начал с должности заместителя председателя кооператива «Исеть» (специализация — изготовление тары для овощей). С 1990 по 1991 год — редактор студии кабельного телевидения «Альянс».
В феврале 1991 года стал основателем и генеральным директором негосударственной телекомпании «Четвёртый канал» — первого коммерческого телеканала Свердловска (начал вещание 30 апреля 1991 года). С 2005 по февраль 2008 года — председатель Совета директоров ООО «Телекомпания „Четвёртый канал“».
Кроме работы на «Четвёртом канале», занимался и другими проектами.
В 1994 году вошёл в состав акционеров и был избран председателем Совета директоров издательского дома «Телемир». Вышел из состава акционеров в 2006 году.
В 1995 году стал одним из основателей объединения негосударственных региональных телекомпаний «Независимая вещательная система» (НВС), преобразованного в мае 1996 года в сеть «REN-TV / НВС». В этом же году создал на базе отдела продаж и производства рекламы при телекомпаниях «Четвёртый канал» и «51 канал» рекламное агентство «Телец», которое 28 февраля 2001 года становится частью агентства «Видео Интернешнл». Продав свою долю, в 2006 году вышел из состава учредителей.
В 1997 году принял участие в создании проекта «ТНТ-Телесеть», с 1998 по 2002 год входил в состав Совета директоров ОАО «ТНТ-Телесеть». Был одним из инициаторов приглашения для работы на канале радиоведущего и бизнесмена Владимира Соловьёва.
В 1998 году занялся бизнесом в сфере общественного питания и стал совладельцем екатеринбургского бара «Динамо».
3 августа 1999 года в одной из квартир Игоря Мишина неизвестным был устроен взрыв, после которого начался пожар. Он сам и его семья не пострадали. По одной из версий правоохранительных органов, данное преступление было связано с профессиональной деятельностью.
В ноябре 2001 года избран председателем совета директоров ЗАО «Уральская окружная телевизионная компания» (УОТК), провёл работу по подготовке к началу вещания с 12 июня 2002 года учреждённого телеканала «Ермак».
В 2003 году создал ООО «Уральская радиогруппа», в котором занимает должность Президента.
В феврале 2005 года вошёл в состав учредителей и с 26 апреля 2005 года стал генеральным директором ОАО «Национальный телевизионный синдикат», организованного в рамках группы компаний «Видео Интернешнл». В марте 2007 года покинул этот пост, а в октябре того же года вышел из состава акционеров.
С 20 сентября 2006 по 18 июня 2007 года — генеральный директор ЗАО «Амедиа».
В 2007 году пришёл в киностудию «Независимый кинопроект» кинокомпании «Апрель МИГ пикчерс» на должность независимого продюсера кино. Покинул эту должность в январе 2014 года.
В феврале 2008 года объединил свои активы вместе с Иваном Тавриным и стал акционером компании «Медиа-1», которая с 15 июля 2010 года вошла в состав «ЮТВ Холдинга». После этого объединения занял должность генерального продюсера ЗАО «ТВ сервис» (телеканал «Муз-ТВ»).
В 2011 году возглавил A-One Concept Media Inc в должности президента, под его руководством проведена смена концепции вещания телеканала A-One с 20 октября 2011 года.
28 января 2014 года был назначен на пост генерального директора ОАО «ТНТ-Телесеть». С февраля 2016 (после изменений в корпоративной структуре) по 15 июня 2016 года являлся директором телеканала «ТНТ».
С ноября 2016 года занимался консультированием сценаристов сериалов и полнометражных фильмов, а также проведением мастер-классов и семинаров в киношколах Москвы.
В 2019—2023 годах был вице-президентом ПАО «Мобильные ТелеСистемы» (ПАО «МТС»), курирующего развитие медиабизнеса компании.
С 19 апреля 2021 года по 31 декабря 2022 года был генеральным директором онлайн-кинотеатра Kion.
С 1 января 2023 года по 29 ноября 2024 года являлся генеральным продюсером онлайн-кинотеатра Kion.
29 ноября 2024 года сообщил, что принял решение закончить карьеру в индустрии, отметив, что проработал в медиабизнесе 35 лет.

### Фильмография
Как продюсер принимал участие в создании следующих телевизионных и художественных фильмов, телесериалов:
- 2007 — Татьянин день (реж. Михаил Мокеев, Игорь Войтулевич, Екатерина Гранитова-Лавровская, Николай Крутиков, Евгений Марчелли)
- 2009 — Самая лучшая бабушка (реж. Ираклий Квирикадзе)
- 2009 — Неоконченный урок (реж. Игорь Хомский)
- 2010 — Овсянки (реж. Алексей Федорченко)
- 2012 — Любовь с акцентом (реж. Резо Гигинеишвили)[16]
- 2015 — Орлеан (реж. Андрей Прошкин)[45]
- 2015 — Измены (реж. Вадим Перельман)
- 2015 — Без границ (реж. Роман Прыгунов, Карен Оганесян, Резо Гигинеишвили)
- 2016 — Остров (реж. Михаил Старчак, Артём Насыбулин, Александр Наумов)
- 2016 — Полицейский с Рублёвки (реж. Илья Куликов)[45]
- 2016 — Жених (реж. Александр Незлобин)
- 2016 — Пьяная фирма (реж. Григорий Константинопольский)
- 2016 — Квартет (реж. Анна Меликян)
- 2019 — Гоголь (реж. Егор Баранов)
- 2019 — Смерть нам к лицу (реж. Борис Гуц)
- 2020 — Немцы (реж. Стас Иванов)
- 2021 — Отчаянная (реж. Анна Зайцева)
- 2021 — Оторви и выбрось (реж. Кирилл Соколов)
- 2022 — Сергий против нечисти (реж. Кирилл Кузин, Андрей Волгин, Максим Кондратенко)
- 2022 — Ночной режим (реж. Андрей Либенсон)
- 2022 — Обоюдное согласие (реж. Валерия Гай Германика)
- 2022 — Джонджоли (реж. Оксана Бычкова)
- 2022 — Там, где цветёт полынь (реж. Кирилл Кузин)
- 2022 — Единица Монтевидео (реж. Татьяна Лютаева)[46]
- 2022 — Почка (реж. Мария Шульгина)
- 2022 — Я буду жить (реж. Эдуард Бордуков)
- 2022 — Союз Спасения. Время гнева (реж. Никита Высоцкий)
- 2023 — Спасти единственного сына (реж. Николай Хомерики)
- 2023 — Одним днём (реж. Станислав Иванов)
- 2026 — Товарищ майор (реж. Борис Хлебников)

## Общественная деятельность
В марте 1990 года баллотировался в Свердловский городской Совет народных депутатов, но не набрал необходимого для победы количества голосов. 10 апреля 1994 года избран депутатом Свердловской областной думы от Орджоникидзевского избирательного округа № 5, 14 апреля 1996 года переизбран депутатом Областной думы Законодательного собрания Свердловской области, представлял движение «Преображение Урала». Входил в состав комитета по вопросам законодательства и местного самоуправления. Депутатские полномочия истекли в апреле 1998 года.
В 1999 году баллотировался в депутаты Госдумы от партии «Яблоко».
Вице-президент Национальной ассоциации телерадиовещателей (НАТ).
С 2001 года — член Академии Российского телевидения, с декабря 2007 года — вице-президент по проведению конкурса «ТЭФИ-Регион».
Член Европейской киноакадемии и Гильдии продюсеров России.
21 ноября 2024 года в загородном доме Мишина правоохранительные органы провели обыск. Мишин заявил, что обыск прошёл по уголовному делу галериста Марата Гельмана.

## Награды и премии
- Премия Правительства Российской Федерации 2008 года в области науки и техники (10 марта 2009 года) — за разработку и внедрение автоматизированной территориально-распределительной системы защиты авторских и смежных прав в инфокоммуникационной среде[55].
- Благодарность Президента Российской Федерации (18 ноября 2010 года) — за заслуги в области телерадиовещания и многолетнюю плодотворную работу[33].
- Всероссийский телевизионный конкурс «ТЭФИ-Регион — 2002» (19 сентября 2002 года) — специальный приз Академии Российского телевидения «За стремление к лидерству и профессионализму»[56][57][58].
- Национальная премия в области медиабизнеса «Медиаменеджер России — 2006» (6 июля 2006 года) — в номинации «Телевидение» — за создание конкурентной среды для региональных компаний, специальный диплом «Свой Бизнес» оргкомитета — за предпринимательское творчество в медиабизнесе[59].
- 4-й Национальный кинофестиваль дебютов «Движение» в Омске (30 апреля 2016 года) — Почетный приз за достижения в профессии[60].

## Семья и личная жизнь
- Жена — Елена Владимировна[61][62]
- Дети[63]:
  - дочь Юлия (от первого брака)[64]
  - сын Валерий (род. 1990)[64] — журналист[65] и кинопродюсер[66]
  - сын Евгений (род. 1995)[64]
  - дочь Мария (род. 2000)[64]

В свободное время занимается дайвингом и слушает музыку.